# Йосипівка (Барашівська сільська громада)
Йосипі́вка (раніше також Єсипівка) — село в Україні, у Барашівській сільській територіальній громаді Звягельського району Житомирської області. Населення становить 7 осіб (2001).

## Історія
У 1906 році — колонія Барашівської волості Житомирського повіту Волинської губернії. Відстань від повітового міста 62 версти, від волості 12. Дворів 87, мешканців 534.
У 1923 році створена Йосипівська (Єсипівська) сільська рада, до складу якої ввійшли населені пункти Єсипівка, Кунани, Стара Вікторівка, Нова Вікторівка, Бобрицька Михайлівка.
28 липня 2016 року увійшло до складу новоствореної Барашівської сільської територіальної громади Ємільчинського району Житомирської області. Від 19 липня 2020 року, разом з громадою, в складі новоствореного Новоград-Волинського (згодом — Звягельський) району Житомирської області.